# Zen de Python

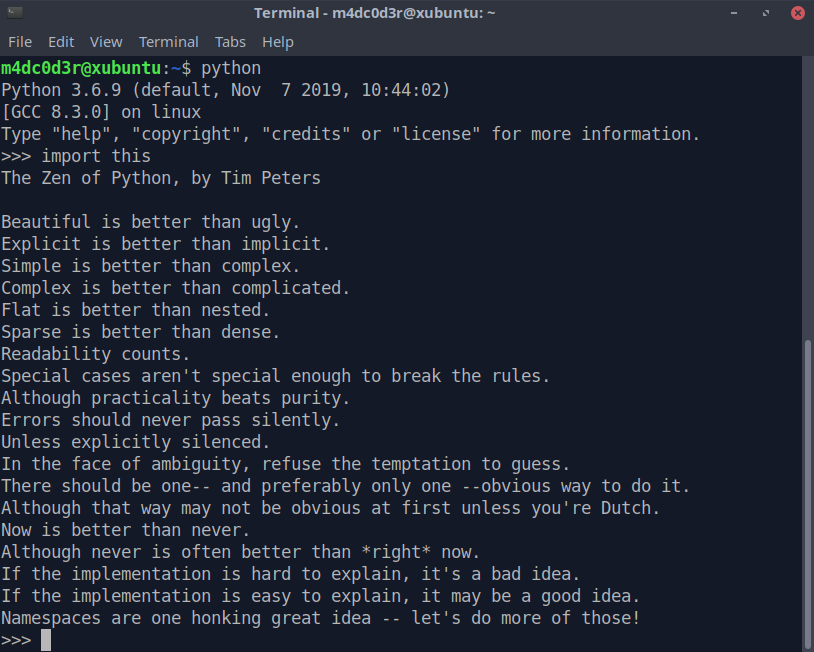
Salida Zen de Python en una terminal

El Zen de Python es una colección de 20 principios de software que influyen en el diseño del Lenguaje de Programación Python, de los cuales 19 fueron escritos por Tim Peters en junio de 1999. El texto es distribuido como dominio público.
El Zen de Python está escrito como la entrada informativa número 20 de las Propuestas de Mejoras de Python (PEP, Python Enhancement Proposals), y se puede encontrar en el sitio oficial de Python. También se incluye como un huevo de Pascua en el intérprete de Python, mostrándose al ingresar la instrucción import this.

## Principios
Los principios están listados a continuación:
Bello es mejor que feo.

Explícito es mejor que implícito.

Simple es mejor que complejo.

Complejo es mejor que complicado.

Plano es mejor que anidado.

Espaciado es mejor que denso.

La legibilidad es importante.

Los casos especiales no son lo suficientemente especiales como para romper las reglas.

Sin embargo la practicidad le gana a la pureza.

Los errores nunca deberían pasar silenciosamente.

A menos que se silencien explícitamente.

Frente a la ambigüedad, evitar la tentación de adivinar.

Debería haber una, y preferiblemente solo una, manera obvia de hacerlo.

A pesar de que eso no sea obvio al principio a menos que seas Holandés.

Ahora es mejor que nunca.

A pesar de que nunca es muchas veces mejor que *ahora* mismo.

Si la implementación es difícil de explicar, es una mala idea.

Si la implementación es fácil de explicar, puede que sea una buena idea.

Los espacios de nombres son una gran idea, ¡tengamos más de esos!

1. 
2. 
3. 
4. 
5. 

- PEP20 en el sitio oficial de Python (en Inglés)
- The Zen of Python (en Inglés)